# Nasard
Nasat – orgonaregiszter; a principál családba tartozó regiszter. Magyar megfelelője a „Nazát”, franciául és angolul „Nasard”, de írják „Nazat” megnevezésként is. E regiszter a jelölheti az 5 1/3’, 2 2/3’, 1 1/3’ magasságú kvintsorokat, ritkábban 10 2/3' magas kvintsort is takarhat. A romantika óta alkalmazza az orgonaépítészet ezt a megnevezést a fentebb felsorolt magasságú kvintsorokra. Anyaga ón vagy fenyő; jellege nyitott; alakja hasáb; hangja jól keveredő és lágy, nazális jellegű.